# 無障礙環境
無障礙環境（英語：或），或暢通易達，可达性（Accessibility），意思為一個可以讓人通行無阻，而且易於接近及到達的理想環境。

## 理想無障礙環境
理想的無障礙環境就是在各方面都營造一個無障礙的環境。在有形方面，所應該考量的高度發展的文明事項包括，自由民主的法律制度、社會福利、全民健保、完全就業、免費教育、高經濟成長、高速的網路基礎設施、完善的交通網絡、消滅犯罪、生活上、行動上、教育上所可能的障礙排除，並提供其足以克服這些環境的配備，此等需求包括個體本身的配備，如點字機、手障、大體字、交通車、助聽器、傳真機、閃燈提示器、震動鬧鐘等器材，以及周圍環境中的裝設，如扶手、導盲磚、升降機、緩坡、字幕顯示器、火警提示燈等建築設施。此外，為有需要的聽障人士提供手語翻譯。無障礙的社會將採取不同措施以彌合數字鴻溝。
在無形方面，則應重視個體心理上的無障礙，所應考慮的事情包括，人們對障礙者的接納和一個關懷的心理，營造一個心靈上的無障礙環境。

## 世界無障礙運動
1950年代，丹麥人卞·麥克遜（N.E. Bank-Mikkelsen）提出了正常化原則的觀念。於此同時，Wolf Wolfensberger也在美洲大陸倡導正常化原則的觀念。隨後瑞典人本·那傑（Bengt Nirje）於1969年1月10日發表了一篇專述正常化原則的文章，闡述正常化原則的精神與內涵。
1950年，歐洲各國開會決議對於「身體殘障者方便使用的公共建築物設計及建設」加以考慮，於此同時，美國訂定出了世界上第一部有關無障礙環境設計基準的式樣書。受到此舉影響，歐洲各國及加拿大競相設立無障礙環境的相關法條。1969年，國際復健協會將美國採用的「坐輪椅人像」圖案定為國際殘障人士專用標誌。1970年，日本也經由私人團體，向政府單位爭取到了諸多為殘障者所設計的設施，並受到施政單位的重視，於是日本繼歐洲和美國之後，正式加入了推行無障礙環境的活動之中。

## 交通无障碍

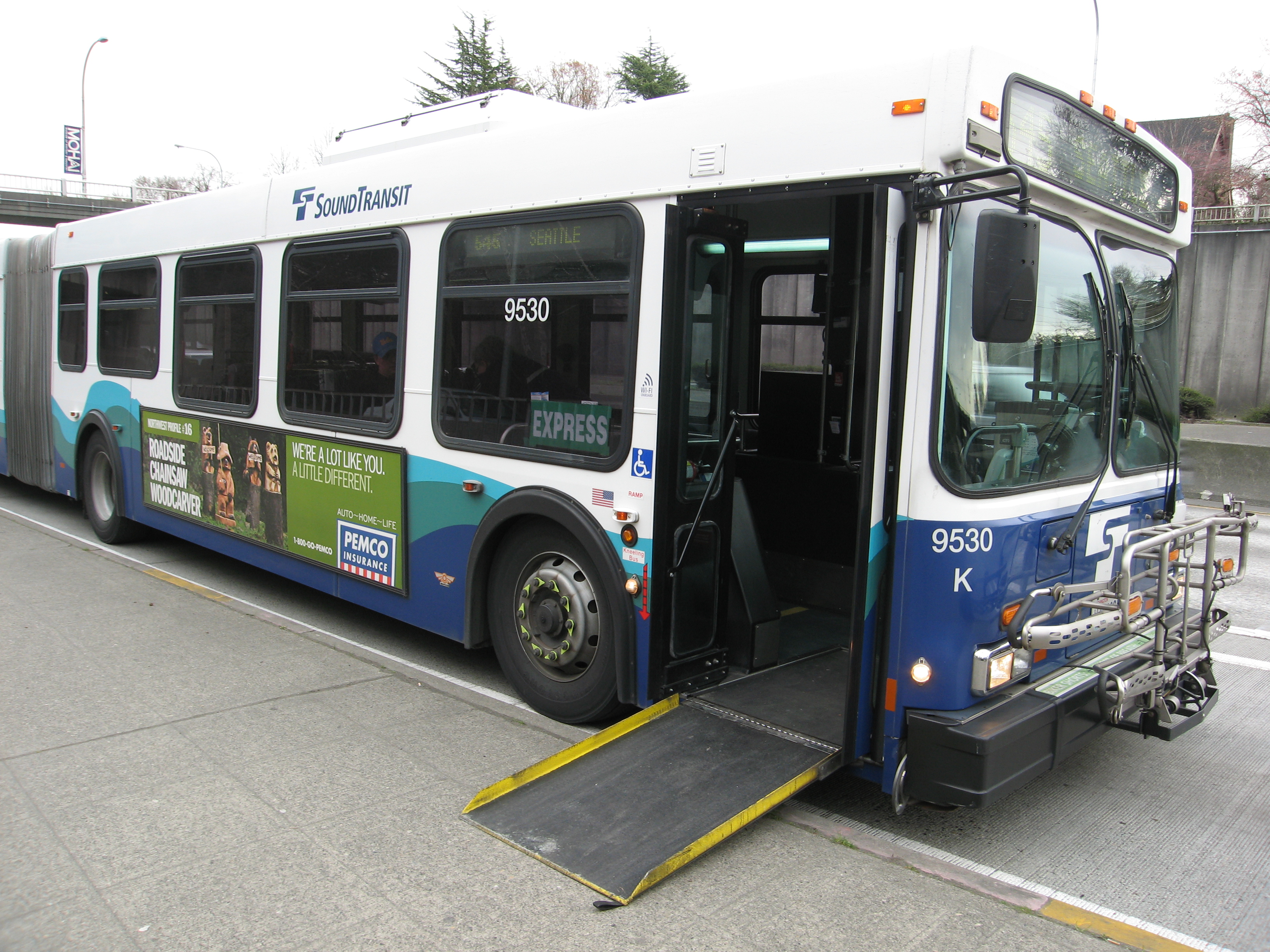
一辆展开轮椅踏板的New Flyer D60LF型低地板客车

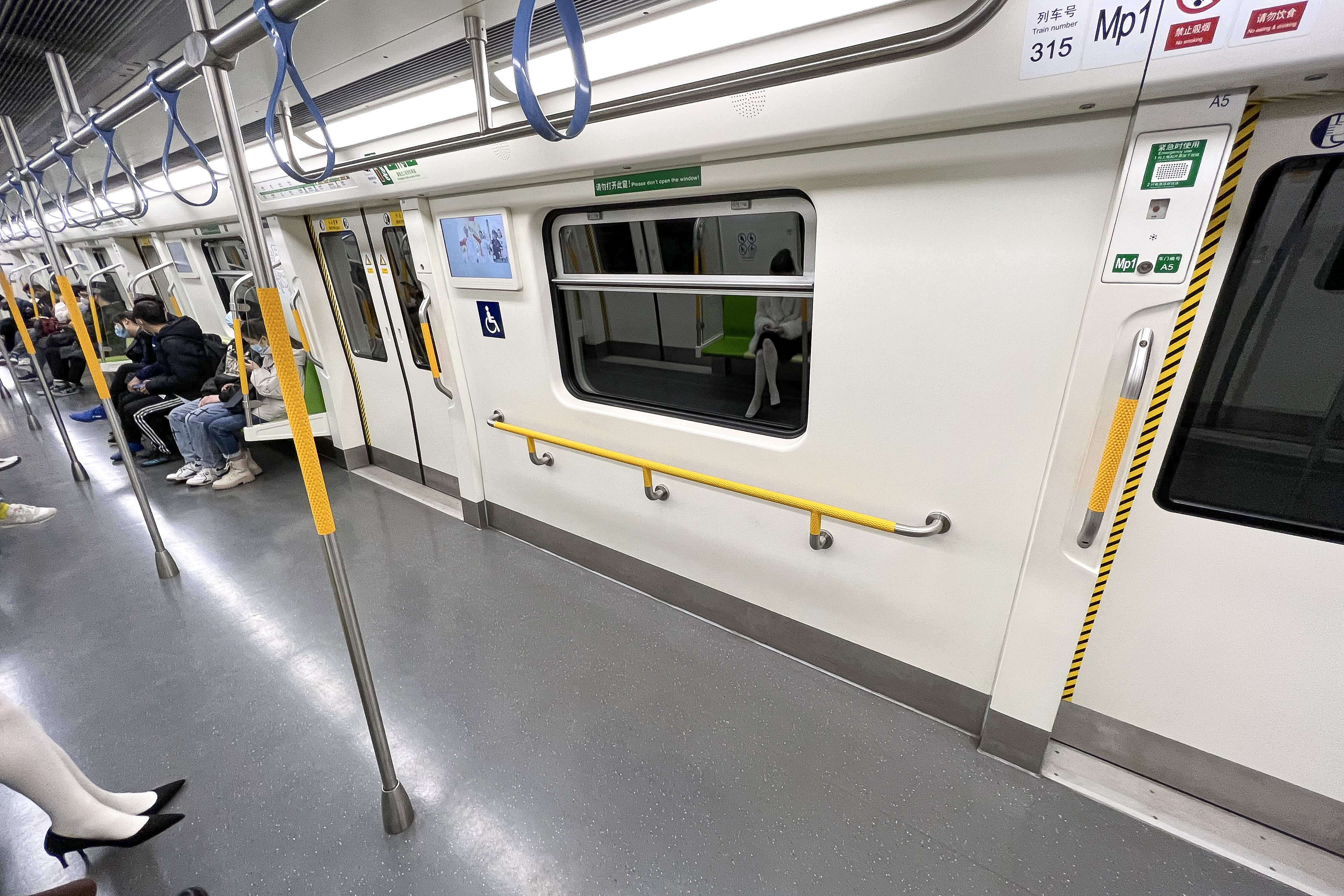
北京地铁16号线DKZ93型列车的轮椅停放区

交通领域的无障碍环境创建工作包括为轮椅使用者提供坡道/直梯/楼梯升降机、为视障人士提供语音提示等，或是对不能使用固定路线公共交通服务的残障人士提供辅助公共交通服务、以及对私家车无障碍化改造。

## 香港無障礙政策

### 人人暢道通行
人人暢道通行（英語：Universally Acessible）是中華人民共和國香港特別行政區第四屆政府所推行的一項有關無障礙通道的政策。

### 無障消費計劃
無障消費計劃是由香港《社聯－滙豐社會企業商務中心》在工業貿易署「中小企業發展支援基金」撥款資助下，於2012年1月宣布推出這計劃，向香港中小企業及社會企業推廣「優質服務．無障關懷」理念，希望透過這計劃提升商戶對殘疾人士、長者及少數族裔的服務水準，促使香港成為真正的無障礙社會。

### 引用
1. ↑  . www.elegislation.gov.hk. 電子版香港法例.   [2022-07-20]. （原始内容存档于2022-10-19）.
2. 1 2  . 文匯報. 2012-01-10  [2012-03-04]. （原始内容存档于2021-02-16） （中文（香港））.

## 延伸閱讀
- 鄺浩然︰【用心聽 聾健共融】通識教材套 （页面存档备份，存于），龍耳出版，2013年9月
- 「無障手語行  服務業手語推廣教學小冊子」 （页面存档备份，存于），龍耳出版，2016年
- 网站辅助功能工具 :网站辅助功能工具 （页面存档备份，存于）